# USS Chandler (DD-206)
USS Chandler (DD-206) je bil rušilec razreda Clemson v sestavi Vojne mornarice Združenih držav Amerike.
Rušilec je bil poimenovan po sekretarju za vojno mornarico Williamu Eatonu Chandlerju.

## Zgodovina
Rušilec je sodeloval v izkrcanjih na več otokov: Majuro (31. januar 1943), Eniwetok (6. februar-6. marec), Saipan (13. junij-20. julij) in Tinian (21. julij-24. julij 1943) ter v bitki za Leyte in za Iwo Jimo.